# Tiniteqilaaq
Tiniteqilaaq é um assentamento no município de Sermersooq, sudeste da Gronelândia. 

## População
A população de Tiniteqilaaq diminuiu 30% em relação a 1990 e 8% em relação a 2000, refletindo o despovoamento dos assentamentos mais próximos: Kuummiit e Isortoq.
Em 2010 tinha 134 habitantes.Its population was 134 in 2010.